# Ardenay-sur-Mérize
Ardenay-sur-Mérize là một xã trong vùng hành chính Pays de la Loire, thuộc tỉnh Sarthe, quận Mamers, tổng Montfort-le-Gesnois. Tọa độ địa lý của xã là 47° 59' vĩ độ bắc, 0° 25' kinh độ đông. Ardenay-sur-Mérize nằm trên độ cao trung bình là 104 mét trên mực nước biển, có điểm thấp nhất là 65 mét và điểm cao nhất là 123 mét. Xã có diện tích 11,67 km², dân số vào thời điểm 1999 là 435 người; mật độ dân số là 37 người/km².